# Jot-Wu-Pe Clan
Jot-Wu-Pe Clan – wspólny mixtape polskich zespołów muzycznych JWP/Bez Cenzury oraz DJ-a Tuniziano. Wydawnictwo ukazało się 13 grudnia 2014 roku nakładem wytwórni muzycznej RHW Records. Album zawiera unikalny miks beatów i zwrotek legendarnego  zespołu Wu-Tang Clan z twórczością polskich zespołów JWP/Bez Cenzury.

## Lista utworów
| Nr  | Tytuł utworu                                                         | Rap                               | Długość |
| --- | -------------------------------------------------------------------- | --------------------------------- | ------- |
| 1.  | „Wujebiste Intro” (Produkcja: DJ Tuniziano)                          |                                   |         |
| 2.  | „Tworzymy Historię” (Produkcja: Fabster)                             | Ero • Kosi • Łysol                |         |
| 3.  | „Shimmy Shimmy Ya Hip Hop Drunkies”                                  | Ol’ Dirty Bastard                 |         |
| 4.  | „Dawaj Milion” (Gościnnie: Warszafski Deszcz • Produkcja: Sir Michu) | Ero • Kosi • Łysol • Siwers       |         |
| 5.  | „R.E.C. Room”                                                        | Inspectah Deck                    |         |
| 6.  | „Mam 16 Taktów / To Jest JWP / Be Easy”                              | Ero • Kosi • Ghostface Killah     |         |
| 7.  | „Niepisane Zasady / Przez Zazdrość Zawiść / Rules”                   | Ero • Method Man                  |         |
| 8.  | „What's Happenin'”                                                   | Method Man • Busta Rhymes         |         |
| 9.  | „Inspiracje”                                                         | Kosi • Fisz                       |         |
| 10. | „Trillmatic / Jesteśmy Wszędzie”                                     | Method Man • Ero • Łysol          |         |
| 11. | „Kryminalne Gry”                                                     | Ero • Kosi                        |         |
| 12. | „W Ruchu”                                                            | Kosi • Łysol                      |         |
| 13. | „Zanim Zaczniesz”                                                    | Ero • Łysol • Siwers              |         |
| 14. | „Daytona 500 / Wu World Order”                                       | Raekwon • Ghostface Killah        |         |
| 15. | „Gruby Melanż / Uciułany Giecik”                                     | Ero • Mercedresu                  |         |
| 16. | „How High / Astro”                                                   | Method Man • Ghostface Killah     |         |
| 17. | „Bądź Mistrzem”                                                      | Ero • Kosi • Łysol                |         |
| 18. | „Panorama”                                                           | Ero • Kosi • Łysol                |         |
| 19. | „Biorę Swoje / C.R.E.A.M”                                            | Ero • Kosi • Raekwon • Method Man |         |
| 20. | „Egzekucyjny Pluton”                                                 | Ero • Kosi • Łysol • Siwers       |         |
| 21. | „Bomber / Bomby Na Miasto”                                           | Ero • Kosi • Diox                 |         |
| 22. | „Szesnastki”                                                         | Ero • Kosi • Łysol                |         |
| 23. | „Uh Huh”                                                             | Method Man                        |         |
| 24. | „Blam”                                                               | Ero • Kosi • Łysol                |         |